# CRぱちんこ必殺仕事人IV
CRぱちんこ必殺仕事人IV（しーあーるぱちんこひっさつしごとにんふぉー）は、2011年12月に京楽産業.がリリースしたデジパチタイプのパチンコ機。

## 機種概要
京楽産業.の、テレビ時代劇『必殺仕事人』シリーズをモチーフとしたパチンコ機の第4弾。『CRぱちんこ必殺仕事人III』の続編にあたる機種である。
登場キャラクターは、「仕事人シリーズ」のうち、『必殺仕事人V』の登場人物を中心に構成している。
この機種より、台枠を「STUDIUM」から新枠「BIGサプライズ」に改められ、前枠で外されていた下皿が再度搭載された。台枠の機能としては、チャンスボタンが巨大化し、演出に応じて上部にせり出す「サプライズボタン」、ハンドル部分で超激アツ時に手にエアが当たる「エア・バイブ」、枠上部の「パト・ウイング」が搭載されている。（詳細後述）
一部の実写の役人や悪人は肖像権の関係でボカシ処理がされている。

## ギミック
以下に、盤面に配置されているギミック（役物）について説明する。

### 新枠「BIGサプライズ」のギミック
- サプライズボタン

通常はチャンスボタンと同じ役割だが、ボタンがせり出してくる場合がある。
- エア・バイブ

ハンドル部分の京楽マークはその部分だけ穴が開いており、奥から風がハンドルを握っている手に当たるというもの。
前々作『激闘編』に搭載されていたP-Vibを再現させたようになっている。
- パト・ウイング

台枠左右上にある演出用の可動式役物で、普段は閉じているが、大当たり等の時に開く。内部にはパトライト状のランプが内蔵されている。

### 前枠から継承されたギミック
- P－フラッシュ

ハンドル部分が音が鳴りパトライトのように発光する演出。

### 本機独自のギミック
- 真剣

液晶画面の上部に、横向きに配置されている、前々作『激闘編』から連続登場している日本刀のギミック。
本作では真剣の開く幅が小と大の2段階になった。
- 豪剣

液晶画面の右部に、柄を上にして縦に配置されている、前項・真剣よりも一回り大きい日本刀の役物。前作『III』から連続登場のギミック。
今作では可動式になり、豪剣自体が液晶画面に倒れてくるようになった。また、豪剣の背後に稲妻を模した稼働式のギミックも内蔵された。豪剣が倒れた際に連動して光るようになっている。
- 「必殺仕事人」ロゴ

前作「III」に引き続き登場。今作では「必殺」と「仕事人」が2行の形になり、ロゴ部分が閃光X斬りと連動して切り裂かれる仕様となっている。
- 「必殺」ロゴ

本作で初登場の役物で、液晶下に配置されている縦型のギミック。普段は見えないが、大当たり演出等でせりあがるようになっている。
- 閃光X斬り

盤面にX字に大きく配置された、前々作『激闘編』、前作『III』から連続登場の発光型ギミック。
- 出陣RUSHマーク

厳密にいうとギミックではないが本項に記載する。豪剣の下部にあり、一部の予告で液晶演出と連動して光るようになっている。また、出陣アタッカーが内蔵されており、出陣RUSH（確変）の場合は下部のアタッカーではなく、ここのアタッカーが開放される。

## 大当たり図柄
| 図柄                     | 文字色 | 背景         | 対応する大当たり           |
| ------------------------ | ------ | ------------ | -------------------------- |
| 一                       | 青     | 主水（影）   | 大当り（8R通常）           |
| 二                       | 青     | おりく（影） | 大当り（8R通常）           |
| 三                       | 赤     | 順之助       | 必殺大当り（8R確変）       |
| 四                       | 青     | 竜（影）     | 大当り（8R通常）           |
| 五                       | 赤     | 加代         | 必殺大当り（8R確変）       |
| 六                       | 青     | 政（影）     | 大当り（8R通常）           |
| 七                       | 金     | 主水         | SUPER必殺大当り（16R確変） |
| 八                       | 青     | 加代（影）   | 大当り（8R通常）           |
| 九                       | 青     | 順之助（影） | 大当り（8R通常）           |
| 仕                       | 赤     | 政           | 必殺大当り（8R確変）       |
| 事                       | 赤     | おりく       | 必殺大当り（8R確変）       |
| 人                       | 赤     | 竜           | 必殺大当り（8R確変）       |
| 出陣RUSH（中央のみ停止） |        |              | 出陣RUSH（確変）           |

### 図柄・大当たりに関する備考
- 確変大当たり時は『必殺モード』、通常大当たり時は『見廻りモード』に突入する。
- 本作では「七」図柄が16ラウンド確変大当たり確定になっているため、過去作とは異なり「七」図柄と「仕」「事」「人」図柄の配色が入れ替わっている（「三」「五」図柄とは微妙に配色が異なるが同色扱い）。
- 「七」図柄は通常は停止せず、煽り演出や疑似連が発生する場合に停止する。また、ハズレリーチが発生した際に、最終的に中図柄に「七」図柄が停止することもない。そのため、「八」図柄テンパイからのSPリーチ・STリーチ発展は大当たり確定となる。
- 青図柄大当たりでも確変昇格・潜伏の可能性は残されている（大当たり8ラウンド目でSUPER必殺大当りに昇格、大当たり終了後豪剣発動で昇格、時短（見廻りモード）中に「おとつ所持品」を全て発見すると確変潜伏確定となる）。見廻りモードの場合は60回転の時短終了後にボタン演出成功にて発動となる。

## 大当たり解説
共通事項として大当たり中は右打ちで消化する。

### SUPER必殺大当り
「七」図柄揃いによる16R確率変動大当たり。
- 大当たり終了後は必殺モードへ移行。

### 必殺大当り
赤図柄揃いによる8R確率変動大当たり。
- 大当たり終了後は必殺モードへ移行。

### 大当り
青図柄揃いによる8R通常大当たりだが、昇格する場合もある。
- 大当たり終了後は見廻りモードへ移行。

### 出陣RUSH
中図柄に出陣RUSHが停止で発生するランクアップボーナス。
- 継続ラウンド数は5R、7R、9R、11R、16Rの5種類。豪剣スパークが発生すればラウンド継続となる。
- いずれのラウンドで終了しても大当たり終了後は必殺モードへ移行。

## モード解説

### 通常
基本ステージ
基本ステージ（背景）は以下の3つで、滞在中のステージによってステップアップ予告の演出が若干変化する。
- 城下町
- 神社
- 河岸

演出は「捕物ストーリー予告」をメインとし、前作「III」より演出が大幅に増えている。詳しくは下記予告演出参照のこと。
奉行所モード
背景が奉行所に変化。主水の表稼業であるが居眠りをしている。田中様に見つかり叱責されるなど、このモード中は一部の予告演出が変化する。
何でも屋モード
加代が何でも屋の商売で呼び込みを行うモードで、通行人から様々な依頼を受ける。基本的には依頼に成功すればリーチ確定で、失敗するとハズレとなる。
涙雨ゾーン
上記の通常モードで突然背景で雨が降る予告。この回転でのリーチが確定。変動中は出陣RUSHマークが液晶と連動して光るようになっている。基本的には出陣RUSHを期待させる（確定ではない）演出となっている。
激闘ゾーン
デジタル回転と同時に政が登場し画面奥から図柄を蹴り飛ばすと背景が「夜の街」に変化。政が夜の街を疾走し、仮面の刺客と対決するモード。疑似連続予告で前作「III」においての刺客モードに相当。1回転限定の激アツモード。発生した時点で仕事人SPリーチへの発展が確定する。突入パターンはデジタル回転開始以外もある。
- 1回目：政「誰だい」→サプライズボタンを押す→刺客撃退（リーチ発展）又は竜が登場し刺客を倒す（2回目に発展）
- 2回目：政「後ろは任したぜ」竜「ああ」→サプライズボタンを押す→刺客撃退（リーチ発展）又は主水が登場し刺客を倒す（3回目に発展）
- 3回目：3人が一旦別々に別れた後、出陣シーンが流れ、同時にハイパー真剣フラッシュが発生。3人が「いくぜ」と発言。その後頼み人予告に発展。

演芸場モード
画面右下のせん・りつルーレットで「開演」が停止後電チューに玉が入賞すると発生する特殊モード。吉本芸人が芸を披露する。電チューの保留が全て消化されるまで継続する。
おとつゾーン
おとつが刺客に追いかけられたり、襲われているのを加代＆順之助が発見または救出できれば2R・8R・16R（出玉なし確変）に当選となり、必殺ゾーンへ突入する。
- 刺客の服の色で信頼度が変化する。赤ならチャンスアップでゼブラなら激アツとなる。
- 攻撃方法は投石器と竹製大筒があり、後者の場合は信頼度アップとなる。

### 確率変動・時間短縮
共通事項としてこのモードでは右打ちで消化する。
必殺モード
2R確変（突確）・8R確変・16R確変・出陣RUSH終了後に突入するモード。大当たり終了後に実写でアイドル（AKB48等）が演じる依頼人より恨みを晴らすよう依頼を受けるストーリーとなり、確変大当たりになると依頼が完遂したという扱いになる。その後の確変大当たり終了後に、次の依頼人が登場し、同じような流れとなる。2R確変（突確）からの突入の場合はアイドルではなくおとつで固定となる。大当たり終了後は1～4人目（6～9人目、11～14人目、以後5の倍数以外で同様）までの依頼人はランダムで決定される。5人目、10人目、15人目（以後5の倍数で同様）の依頼人は固定となる。また、ごくまれに芸人の椿鬼奴が頼み人として登場する場合があり、この場合保留内確変大当たりが確定となる。
見廻りモード（時短）
通常図柄の大当たり終了後は、20・40・60回転の時短に突入する。時短中はおとつを捜索するというストーリーとなり、主水が「おとつ所持品」を発見すると右に表示される。所持品は最大5個あり、全ての所持品を発見すると確率変動潜伏濃厚となる。20回転目・40回転目では障子が必ず一旦閉まり、サプライズボタンを押すと時短が継続か否かが表示される。60回転目まで見廻りモードが継続した場合は必ずおとつ救出演出が発生し、内部的に確率変動だった場合は必ずおとつを救出する。通常確率であった場合は救出に失敗し通常状態に戻る。所物品をすべて発見しない状態で救出することもある。

## 予告演出

### 変動開始時の予告
真剣フラッシュ予告
デジタル変動直後、効果音と同時に盤面上部の刀役物の鞘が開放し、フラッシュする。連続回数が多いほど期待度アップとなる。
ハイパー真剣フラッシュ予告
上記の予告中に真剣の鞘がさらに大きく開く予告。
障子予告
変動開始時に障子が閉まる予告。基本的には別のモードへと移行する演出。それぞれ、奉行所モード、何でも屋モード参照。
- 障子に文字が書かれている場合は、SPリーチへの発展のチャンス。赤障子の場合は信頼度大幅アップとなる。

夜背景予告
スタートチャッカーに玉が入賞した時に背景が夜に変化することがあり、その場合は実写系SPリーチへの発展が濃厚となる。前作「III」と違いSPリーチ発展確定ではないので注意。

### 捕物ストーリー予告
通常時に発生するステップアップ予告。今作では登場人物が増え、バリエーションが豊富となっている。
基本演出
- 田中様Ver
  - 泥棒パターン

  1. 泥棒出現
  2. 田中様が出現し、捕獲を試みるが失敗
  3. 主水が登場して泥棒と揉み合いになる：リーチ確定
  4. 捕獲成功：スーパーリーチ確定
  5. リーチ後、桜吹雪と共に主水が再登場：仕事人SPリーチ確定

  - 悪人二人組パターン

  1. 田中様出現
  2. 悪人二人組が登場し田中様とぶつかるが、田中様一人でかなうわけでもなく主水に助けを求める
  3. 主水が登場して悪人と揉み合いになる：リーチ確定
  4. 捕獲成功：スーパーリーチ確定
  5. リーチ後、桜吹雪と共に主水が再登場：仕事人SPリーチ確定

  - 森本竜馬パターン

  1. 田中様出現
  2. 森本竜馬が登場し田中様とぶつかり、田中様は森本竜馬が手配書の悪人であることに気付くが、一人でどうにかできるわけでもなく主水に助けを求める
  3. 主水が登場して森本竜馬と揉み合いになる：リーチ確定
  4. 捕獲成功：スーパーリーチ確定
  5. リーチ後、桜吹雪と共に主水が再登場：仕事人SPリーチ確定
- 加代Ver
  - 泥棒パターン

  1. 泥棒出現
  2. 加代が泥棒に突き飛ばされて転倒
  3. 主水が登場して泥棒と揉み合いになる：リーチ確定
  4. 捕獲成功：スーパーリーチ確定
  5. リーチ後、桜吹雪と共に主水が再登場：仕事人SPリーチ確定

  - 悪人二人組パターン

  1. 加代出現
  2. 悪人二人組が登場し加代とぶつかり、因縁をつけられるが、加代と関わるのは面倒だと判断し退散しようとする
  3. 主水が登場して悪人と揉み合いになる：リーチ確定
  4. 捕獲成功：スーパーリーチ確定
  5. リーチ後、桜吹雪と共に主水が再登場：仕事人SPリーチ確定

  - 森本竜馬パターン

  1. 加代出現
  2. 森本竜馬が登場し加代とぶつかるが、加代と関わるのは面倒だと判断し退散しようとする
  3. 主水が登場して森本竜馬と揉み合いになる：リーチ確定
  4. 捕獲成功：スーパーリーチ確定
  5. リーチ後、桜吹雪と共に主水が再登場：仕事人SPリーチ確定

  - 泥棒パターン
- 順之助Ver
  1. 泥棒出現
  2. 順之助が泥棒を発見し驚く
  3. 主水が登場して泥棒と揉み合いになる：リーチ確定
  4. 捕獲成功：スーパーリーチ確定
  5. リーチ後、桜吹雪と共に主水が再登場：仕事人SPリーチ確定

  - 悪人二人組パターン

  1. 順之助出現
  2. 悪人二人組が登場し順之助とぶつかり、因縁をつけられるが、順之助一人でかなうわけもなく助けを求める
  3. 主水が登場して悪人と揉み合いになる：リーチ確定
  4. 捕獲成功：スーパーリーチ確定
  5. リーチ後、桜吹雪と共に主水が再登場：仕事人SPリーチ確定

  - 森本竜馬パターン

  1. 順之助出現
  2. 森本竜馬が登場し順之助とぶつかり、森本竜馬が手配書の悪人であることに気付くが、順之助一人で何とかできるわけでもなく助けを求める
  3. 主水が登場して森本竜馬と揉み合いになる：リーチ確定
  4. 捕獲成功：スーパーリーチ確定
  5. リーチ後、桜吹雪と共に主水が再登場：仕事人SPリーチ確定

チャンスアップパターン
- ステップ1の泥棒の色、悪人二人組・森本竜馬の服の色によって期待度が変化
  - 青：通常パターン
  - 赤：スーパーリーチ確定
  - ゼブラ：実写系SPリーチ確定
  - 豹柄：確変大当たり確定
- 真剣フラッシュ予告と複合した場合、疑似連続回転時に泥棒の色が変わる事がある
- 複数名登場するパターン（例：泥棒＆悪人、田中様＆順之助）は信頼度アップとなる。
- ステップ2の時点で田中様が泥棒＆悪人＆森本竜馬を捕獲した場合は確変大当たり確定

喝予告
捕物ストーリー予告がステップ3以下の場合に発展する場合がある予告。救済ステップアップでステップ5のタイミングで「せんとりつ」が「婿殿！」&「貴方！」と一喝をいれれば実写系SPリーチ確定となる。

### 竜連続スベり予告
疑似連続予告で、右図柄が一旦停止後竜が登場し組紐で引っ張り滑らせる。中図柄に「七」が停止したら必殺仕事人ロゴが落下する演出が発生し継続する。ノーマルリーチ後に継続するパターンもある。疑似連は最大4連までで、1回目に限りガセの可能性がある。3連でスーパーリーチ、4連で全回転リーチ確定。

### 竜ムービー連続スベり予告
アクションは上記の竜連続スベりと同様だが、竜のムービーが流れながら進行する疑似連続予告。

### 同色チャンス目
保留玉先読み演出の一つで、同色図柄揃いが連続する予告。
変動開始時に全図柄が桜を纏って回転すれば発生濃厚。
通常は青図柄の同色チャンス目が多いが、赤図柄だった場合は激闘ゾーン発展確定。
政が登場して図柄を蹴って発生するパターンもある。

### せん保留変化予告
保留玉先読み演出の一つでスタートチャッカーに玉が入賞した瞬間に、左下の保留をミニキャラのせんが登場し変化させる予告。
- 信頼度：銅銭＜銀銭＜小判＜千両箱＜京楽マーク（確変大当たり確定）

右にミニキャラの加代と順之助が登場し更に投石器で変化させる場合もある。

### キャラアクション予告
仕事人が登場しアクションを起こす予告。
- 加代：仕事人を呼ぶ
- 順之助：図柄をHOLDし、同色チャンス目を狙う
- 政：図柄を蹴り同色チャンス目を狙う
- 竜：竜連続スベり予告発生のチャンス
- おりく：おりくリーチへの発展のチャンス
- 主水：左側の図柄を斬り「七」図柄でリーチになれば激アツ。右図柄を斬った場合は竜連続スベりに発展のチャンス。

### 桜ステップアップ予告
前作「III」桜Verにあった桜の花びらによる最大4段階のステップアップ予告。
- 左図柄が確変図柄で停止。（「七」を除いた、「三」「五」「仕」「事」「人」）
- 花びらが画面を覆い尽くす演出になれば信頼度アップとなる。
- 左図柄が確変図柄でなく、通常図柄が止まった地点で確確。

### セリフ予告
左上に仕事人のキャラクターがルーレットのように変化し、サプライズボタンを押すように指示がでる。
- 押すと仕事人がセリフをしゃべる。枠の色は青・緑・赤があり、緑の場合は指令された内容を達成すれば大当たり確定、赤の場合は信頼度アップとなる。また、実写の場合は信頼度大幅アップとなる。稀にボタンを押した際に豪剣が開く場合があり、この場合は激アツとなる。

### フリーズ予告
変動開始時、必殺ロゴが画面半分までせり上がり、図柄がフリーズ（停止）する予告。
- フリーズ時間はショート・ロング・超ロングがあり、後者になるにつれて信頼度が上がる。

### 悪人撃退予告
扉が閉まる演出が発生（木扉より鉄扉の方がチャンスアップ）し、再度開いた場合に発展。
- ボタンを3回押して悪人二人組と森本竜馬を撃退できればリーチ確定。

### 釣り予告
主水が仕事をサボって釣りをしており、田中様に見つかって一喝される。
釣り上げたものによって信頼度が変化する。

### 暗転予告
画面が暗転し様々な予告へ発展する。以下に暗転予告からの演出を説明する。
望遠鏡予告
順之助が望遠鏡で図柄を覗き、停止する図柄を予告する。
充電予告
順之助がライデン瓶を充電する。ボタンを長押しで充電が完了すればリーチ確定。
蝋燭予告
暗転から蝋燭が出現し、ボタンを押して蝋燭が消えると仕事人が浮かび上がる。
アニメキャラクターより実写の方が信頼度が高い。
名言予告
暗転から名言が出現する。文字の色によって信頼度が異なる。
真剣カットイン予告
真剣フラッシュを伴い画面を切り裂きキャラクターが出現する演出。実写の場合は信頼度アップとなる。
暗転おりく予告
画面暗転から実写のおりくが出現する予告。おりくSPリーチへ発展する。

### おとつ雷予告
落雷が発生しおとつが登場すればおとつゾーンに突入。

### 斬撃ステップアップ予告
画面を無数の斬撃が走る予告。4段階に分けて発展する。

### 消灯チャンス目予告
「仕」「事」「人」のいずれかの図柄が停止すると消灯する演出が発生。全図柄が消灯すれば仕事人出陣チャンスに発展。

### 七煽り予告
左側に「七」の図柄が停止した際に発生。リーチになれば主水必殺リーチへ発展。

### リーチ後予告
障子予告
図柄テンパイ後、閉まった障子の色が「赤色」だった場合は頼み人予告が確定し、信頼度も若干アップする。さらに稲妻と血の飛沫が発生すれば仕事人SPリーチへの発展が確定し、大当たり期待度も大幅にアップする。
なお、赤障子（稲妻と血の飛沫含む）で頼み人が不在だった場合は大当たり確定となる。
頼み人予告
ノーマルリーチ中に障子が開き、仕事を依頼する「頼み人」が登場すれば極悪人リーチへ発展する。今作の頼み人は4人となり、頼み人の基本は薄緑色の着物を着た「おふゆ」か、青色の着物を着た「おなつ」であるが、赤色の着物を着た「おあき」ならチャンスアップとなり（前作「III」と違い仕事人SPリーチ発展確定ではない）、ピンク色の着物を着た「おはる」なら仕事人SPリーチが確定する。頼み人は涙を流すことがあり、その場合は信頼度アップとなる。実写の頼み人の場合は激アツとなる。
豪剣フラッシュ予告
上記の予告発生後、盤面右の刀役物の鞘が開放して激しくフラッシュし、同時にトランペットの「殺しのテーマ」が流れ、画面に仕事人たちの実写映像が表示される予告。なお、今作ではパト・ウイングも同時に開く。発生すれば仕事人SPリーチへの発展が確定し、期待度大幅アップとなる。なお、主水必殺リーチ中にこの予告が発生した場合は16R確変大当たり確定となる。豪剣が開く直前のタイミングでボタンを1回押す（タイミングがシビアとなっている）と、豪剣フラッシュ予告発生時にチャルメラのメロディーが流れる場合がある。この場合も確変大当たり確定となる。

### 特殊ステージ中の予告演出

#### 奉行所モードの予告
奉行所モード中は専用の予告演出が発生する。サプライズボタンを押すことで様々な予告に発展する。
- 頼み人が登場すればリーチ確定。
- 加代＆順之助が登場しおとつのことで相談を受けた場合はおとつゾーンへ発展することもある。
- 向かって右の壁に張り紙が出る場合があり、張り紙の内容によって信頼度が変化する。
  - 信頼度：好機＜激アツ＜昇給（確変大当たり確定）・悪キチ（確変大当たり確定）
- 弁当を取り出す演出では中身によって信頼度が変わる。空の場合ははずれとなる。
  - 信頼度：めざし＜シャケ＜天ぷら＜BIG鯉（確変大当たり確定）・玉ちゃん（確変大当たり確定）
- 向かって右から左に通行人が横切る場合は最後に通過する人の服の色で信頼度が変化する。赤服はチャンスアップ。ゼブラ服は激アツ。
- このモードから何でも屋モードに移行した場合は信頼度大幅アップとなる。

#### 何でも屋モードの予告
加代が町人から様々な依頼を引き受ける。基本的には依頼に成功するとリーチで失敗するとはずれとなる。
- 順之助が登場しおとつのことで相談を受けた場合はおとつゾーンへ発展することもある。

溝掃除
加代が溝掃除を行い、成功するとアイテムを取得できる。取得物によって信頼度が異なる。
- 信頼度：小判1枚＜小判3枚＜小判5枚＜金の延べ棒＜ドル箱＜玉ちゃん（確変大当たり確定）

洗濯
加代が着物を洗濯する。成功すると着物に文字が出る。文字の内容によって信頼度が異なる。
- 信頼度：可＜良＜好機＜吉兆＜激熱＜京楽（確変大当たり確定）

子守
加代が赤ん坊をあやす。泣き止めばリーチ確定となる。
人探し
町人から依頼された人物を加代が探す。依頼された人物を発見できればそれぞれ対応する表稼業系リーチへ発展する。
瓦版
この演出は加代への依頼とは無関係で、画面に瓦版が表示される演出。内容によって信頼度が異なる。
- 信頼度：青泥棒＜赤泥棒＜ゼブラ泥棒＜激アツ
- このモードから奉行所モードに移行した場合は信頼度大幅アップとなる。

#### 必殺モード限定の予告演出
必殺モード中は変動時間が短く、基本的に即停止するようになっている。青図柄のテンパイになった場合はすぐに図柄が揃い、ファイナルチャンスへ発展するようになっている。竜連続すべり予告が発生した場合は、STリーチ発展確定となる。赤図柄がテンパイした場合は図柄に対応するSTリーチ（「七」のみ主水必殺リーチ）に発展するようになっている。
変動停止パターン
　スロー停止：左図柄が3コマ進行後右図柄が2コマ進行して停止する。青図柄以外が左に停止した場合は、
　図柄に対応する仕事人の出陣シーンが流れる。ガセあり。
　拡大停止：図柄が一旦奥に引っ込んでいき、飛び出してくるように停止する。ガセもある。
　左右同時停止：図柄がテンパイしながら1コマ～3コマ進行して停止する（青図柄揃い又はSTリーチ発展確定）。
　画面破壊：画面が暗転し赤図柄がテンパイすると対応した実写の仕事人が現れ、ボタンを押すよう指示が出る。
　ボタンを押して画面を破壊することができればSTリーチに発展する。

#### 同色チャンス目先読み予告
変動中、図柄が三つとも青図柄（例　二・四・一）で止まりズームアップして保留を隔てる先読み予告。
　三回先読み発生すると「変動停止パターン」発展確定となる（左右同時停止以外はガセあり）
「七」図柄を除く赤図柄の先読み（例　事・五・三）は期待度UP＆STリーチ確定。なお、先読み予告からの青図柄テンパイは出陣以上確定（＝ランクアップを含む確確）
図柄HOLD予告
「七」図柄が左側にハズレ目で停止した時に発生。政がカットインし「そこだ！」と叫びながら七図柄をHOLDする先読み予告。3回連続発生の場合は主水必殺リーチ発展確定となる。
保留先読み予告
刀の形をした保留アイコンから鞘が抜かれれば、該当保留まで真剣フラッシュが連続で発生する。ハイパー真剣フラッシュ発生でさらに信頼度アップ。先読み演出では最も発生しにくい。

#### 竜連続予告
「変動停止パターン」発展後に青図柄テンパイ時、図柄が揃う前に竜のムービーが流れ中図柄に「七」図柄が止まり、疑似連が起こる。　　　　その後最初に発展した「変動停止パターン」の再変動で赤図柄でテンパイしてSTリーチに発展。
出陣連続予告
変動開始時に出陣RUSHマークが音と共に光る先読み予告。3回連続発生の場合は出陣チャレンジ発展確定となる。
出陣チャレンジ
上記の出陣連続予告からのみ発展。液晶画面上に並べられた3枚のカードを、ボタンを押して次々にめくっていく。「出陣」と書かれたカードが10枚集まれば出陣RUSH確定となる。カードの種類は基本的に黒だが、赤やゼブラ柄のカードが出現すれば期待度が大幅にアップする。

### その他の予告演出

#### P-フラッシュ予告
効果音と共にハンドルがフラッシュしてパトライトのように回転すれば確変大当たりが確定する。

#### エア・バイブ予告
ハンドル部分の穴から小刻みに風が吹き出し手に当たれば確変大当たりが確定する。

#### 豪剣スパーク
豪剣が液晶画面まで倒れて激しくスパークする演出。主にリーチ等で大当たりになった時やファイナルチャンス中の昇格演出で発生する。

#### 必殺フラッシュ
全てのギミック（真剣、豪剣、必殺仕事人ロゴ、必殺ロゴ、パト・ウイング、P－フラッシュ）が一斉に動作する演出のことを指す。リーチ中に16R確変大当たり確定時や8R通常大当たり中・8R確変大当たり中・ファイナルチャンス中の昇格演出中に発生する。

## リーチ演出
本作でのリーチ演出は基本的に従来のものを踏襲しているが、ノーマルリーチで頼み人が登場するまでに複数のパターンが用意されている。加代VerとおりくVerでは頼み人が登場しない。

### ノーマルリーチ（通常Ver）
リーチが掛かると障子が閉じる演出が発生する。
ノーマルリーチショート
そのまま図柄が停止する。その後は表稼業系のスーパーリーチへ発展する場合があるが基本的には期待度は低い。竜連続すべり予告に発展する場合もある。
ノーマルリーチロング
障子が開き、空き部屋だった場合はそのまま図柄が停止する。その後は悪人リーチ又は悪人御用リーチに発展する場合があるがこちらも期待度は低い。
頼み人演出
障子が開いて空き部屋ではなかった場合、頼み人が出現して極悪人リーチに発展が確定する。
屋敷潜入演出
頼み人予告発生後は画面が暗転し、盤面右の刀役モノの鞘が少しだけ開放して上下に揺れる演出が発生する。この時、鞘が完全に開放すると「豪剣フラッシュ予告」となる。その後、屋敷の中に潜入する演出が発生する。今作では侵入パターンにバリエーションがあり、塀から飛び降りて侵入する、歩いて侵入する、屋形船に泳いで侵入するパターンがある。

### ノーマルリーチ（ルーレットVer）
リーチがかかると発展先のリーチを示唆したパネルがルーレットのように回転し停止する。「七」が停止すれば竜連続すべり予告に発展する。それ以外のパネルが停止した場合はそれぞれの表稼業系リーチへ発展し、通常図柄が停止したらハズレとなる。
- 番：悪人リーチ又は悪人御用リーチに発展する。
- 頼み人：対応する頼み人演出に発展する。
- 政：花屋リーチへ発展。
- 竜：組紐屋リーチへ発展。
- おりく：三味線流しリーチへ発展。
- 集結チャレンジ：仕事人集結チャレンジへ発展。

仕事人集結チャレンジ
主に涙雨ゾーンなどから突入する、1回転のミッション演出。制限時間内に仕事人が全員登場すれば出陣RUSH確定となる。各仕事人のセリフが赤文字なら信頼度アップとなる。

### ノーマルリーチ（コマ送りVer）
リーチがかかると頼み人の残像が現れ、コマ送りのように中絵柄が進行する。頼み人が登場すれば頼み人演出に発展する。

### ノーマルリーチ（加代Ver）
リーチがかかると加代が画面奥から走ってくる演出。曲がり角を曲がりきれなかったり、図柄と激突するとはずれとなる。竜連続すべり予告に発展する場合もある。図柄を突き破ると加代が「みんな、仕事だよ」と発言し、屋敷侵入演出に発展する。

### ノーマルリーチ（おりくVer）
障子におりくのシルエットが移る。障子が開くと三味線流しリーチまたはおりくSPリーチへ発展する。シルエットが消えるとハズレとなる。

### 表稼業リーチ（障子非開放時に発展するリーチ）
ノーマルリーチショートハズレ後、背景の障子に文字が表示されるとこれらのリーチへ発展する。仕事人たちの昼間の仕事、つまり「表稼業」が舞台のリーチである。基本的におとつゾーンかSTリーチへの繋ぎとなるリーチであり、信頼度は低い。共通事項として、はずれ時に「七」の図柄が停止した場合は対応したSTリーチへ発展する。
花屋リーチ
政が町人より庭の手入れの依頼を受ける。図柄を次々と伐採していく。
組紐屋リーチ
竜が町娘の組紐を修理する。ボタン連打演出でハートマークが多く出現すると信頼度アップ。
三味線流しリーチ
おりくが三味線を弾き、図柄を進行させる。リーチ中に有効ラインが増える場合があり、最大で3ラインまで増える。

### 裏稼業リーチ（障子開放時に発展するリーチ）
これより以降は仕事人たちの夜の顔、つまり「裏稼業」が舞台のリーチ演出である。
悪人リーチ
ノーマルリーチロングVer.外れ後に通常画面に戻らないと発展する。田中様が悪代官を発見し襖の裏で様子を伺う。その後悪代官が芸者に襲い掛かり腰紐を引っ張る。芸者が回転しながら隠れている田中様共々体当たりして中図柄が停止しハズレとなる。ハズレ後に悪代官の頭上に?または!?マークが表示されると悪人必殺リーチへの発展率がアップし、!マークが表示されると悪人必殺リーチへの発展が確定する。
悪人御用リーチ
ノーマルリーチロングVer.外れ後に通常画面に戻らないと発展する。田中様と主水が悪代官が芸者に襲い掛かっている現場に遭遇。悪代官は田中様と主水に気付き早々に襖の奥に退散するも、田中様が主水に捕縛するようけしかける。主水がよろけながらも襖を突破していくが、悪代官のいる襖を突破できないとハズレとなる。ハズレ後、悪代官の頭上に?または!?マークが表示されると悪人必殺リーチへの発展率がアップし、!マークが表示されると悪人必殺リーチへの発展が確定する。
悪人必殺リーチ
悪人リーチ又は悪人御用リーチハズレ後、悪代官の頭上に!マークが表示されると発展。仕事人が悪人に天誅を下す。実写SPの中ではいずれも心もとない期待度ながらも政<竜<おりく<主水の順でチャンスアップし、主水ならそこそこ期待はできる。ただし、過度の期待は禁物。
極悪人リーチ
屋敷潜入演出後、極悪人が登場すると発展する。画面がズームアウトした場合は加代＆順之助リーチに発展する。このリーチ自体の大当たり期待度は低いが、ハズレ後に仕事人SPリーチ（政SPリーチ、おりくSPリーチ、主水SPリーチのいずれか）へ発展する場合があり、基本的には仕事人SPリーチへの繋ぎ役のリーチとなっているが、極稀に大当たり図柄を直撃して大当たりする場合もある。出陣RUSH図柄で当たる場合もここになる。
登場する極悪人は大当たり期待度順に「高坂弾正」＞「竜姫」＞「腹黒満太夫」の3人で、高坂弾正の場合は仕事人SPリーチへの発展が確定する。また、ハズレ後、極悪人の頭上に?または!?マークが表示されると仕事人SPリーチへの発展率がアップし、!マークが表示された場合は発展が確定する。
- ハズレ後に左側にある蝋燭が消えるとおりくSPリーチへ発展する。
- ハズレ後に盤面上の真剣役物の鞘が少しだけ開放して左右に揺れる演出が発生する場合があり、真剣フラッシュが発生すると主水SPリーチへ発展する。
- ハズレ後に花弁が散れば政SPリーチへ発展する。

政リーチ
屋敷潜入演出後、屏風斬り倒し演出後に極悪人が登場せず、政が登場した場合は政リーチとなる。政が図柄を蹴破れば政SPリーチへ発展する。このリーチには「桜吹雪時に音が鳴る」「キック時目に炎」というチャンスアップパターンがあり、チャンスアップが複合した場合は政SPリーチへの発展が確定となる。
加代＆順之助リーチ
本作で初搭載されたリーチで、極悪人リーチから画面がズームアウトし投石器を構えた加代と順之助に移ると発展。極悪人に向けて投石器から石を発射する。図柄を突き破ればSPリーチ（政・おりく・主水のどれか）に発展。発射する石が炎を纏っていればチャンスアップとなる。

### 仕事人スペシャルリーチ（仕事人SPリーチ）
仕事人の実写映像が流れるリーチで、大当たりに最も関わりやすいリーチである。
政SPリーチ
政が折り割った花の枝を図柄に突き刺す。仕事人SPリーチの中では最も期待度が低いリーチである。このリーチは政リーチから発展するパターンと、極悪人リーチハズレ後に政が登場して図柄を蹴とばして発展するパターンと、加代＆順之助リーチから発展するパターンの3種類存在する。リーチ中に一瞬泥棒が姿を見せる場合があり、この時の泥棒の色で信頼度が変化する。リーチ中にボタンを押すとカットインが発生する。通常は青色だが、赤ならチャンスアップとなる。また、真剣フラッシュを伴った竜の縦カットインが発生した場合は、政＆竜SPリーチへ発展する。
竜SPリーチ
竜が図柄を組紐で吊り上げるリーチ。このリーチは極悪人リーチを経由せず、屋敷潜入演出から直接発展する。政SPリーチと同様に、リーチ中に一瞬泥棒が姿を見せる場合があり、この時の泥棒の色で信頼度が変化する。リーチ中にボタンを押すとカットインが発生する。通常は青色だが、赤ならチャンスアップとなる。また、真剣フラッシュを伴った政の縦カットインが発生した場合は、政＆竜SPリーチへ発展する。なお、竜は前作「III」ではプレミアムキャラクター扱いだったが、前々作「激闘編」と同じようにレギュラーキャラクターに戻った。
おりくSPリーチ
おりくが三味線のばちで図柄を切り裂くリーチ。このリーチは極悪人リーチを経由して発展するパターンと、屋敷潜入演出後、極悪人が登場した直後に発展するパターンと、加代＆順之助リーチから発展するパターンと、ノーマルリーチから直接発展するパターンと、暗転おりく予告から発展するパターンの5種類が存在する。大当たりの際には豪剣スパークが発生する。
政＆竜SPリーチ
政SPリーチ、竜SPリーチで真剣フラッシュを伴った縦のカットインが発生した場合のみに発展。政と竜が2人で協力して敵に立ち向かう。敵を仕留めることができれば大当たりとなる。SPリーチの中では主水SPリーチに次ぐ信頼度となっている。大当たりの際には豪剣スパークが発生する。
主水SPリーチ
極悪人リーチハズレ後、真剣フラッシュが作動し、閃光X斬りで図柄を切り裂くと、このリーチへ発展する。仕事人SPリーチの中では最も期待度が高い。極悪人リーチを経由して発展するパターンと、屋敷潜入演出後、極悪人が登場せずにそのまま主水SPリーチへ発展するパターンと、加代＆順之助リーチから発展するパターンと発展経路が3種類ある。大当たりの際には豪剣スパークが発生する。

### 仕事人ストーリーリーチ（仕事人STリーチ）
仕事人の実写ムービーが終始流れるリーチで、通常時及び時短中は表稼業系リーチか「仕事人出陣チャンス」から発展し、確変中は青図柄以外のテンパイから発展する。発展の際に豪剣フラッシュを伴えば信頼度アップとなる。仕事人が裏稼業を行い、「殺し」の寸前にムービーがストップし、サプライズボタンを押すように指示される。ボタンが飛び出してきた場合は信頼度が更に上がる。「殺し」に成功すると豪剣スパーク又は必殺フラッシュが発動し、続きのムービーが表示されて図柄が揃う。失敗した場合はハズレとなる。ただし、ハズレ後に復活演出が発生する場合もある。ボタンを押さなかった場合でもしばらくすると自動的にボタンが押される。

#### 発展演出
仕事人出陣チャンス
京楽系の機種では恒例となっているスーパーリーチ選択演出。発展タイミングは「フリーズ演出」「ノーマルリーチハズレ後」「暗転予告」のいずれかで、発展時には真剣フラッシュが作動し、閃光X斬りで図柄を切り裂く演出が発生。 リーチタイトル「仕事人出陣」と表示された後、仕事人の名前と実写画像の描かれたルーレットが作動する。

#### STリーチの種類
下記の4種類がある。
- 加代＆順之助STリーチ（通常時：仕事人出陣チャンスからのみ発展、必殺モード中：「三」か「五」の図柄テンパイで発展）
- 政STリーチ（通常時：花屋リーチでハズレ時に「七」図柄停止か仕事人出陣チャンスから発展、必殺モード中：「仕」図柄テンパイ時に発展）
- 竜STリーチ（通常時：組紐屋リーチでハズレ時に「七」図柄停止か仕事人出陣チャンスから発展、必殺モード中：「人」図柄テンパイ時に発展）
- おりくSTリーチ（通常時：三味線流しリーチでハズレ時に「七」図柄停止か仕事人出陣チャンスから発展、必殺モード中：「事」図柄テンパイ時に発展）

#### 主水必殺リーチ
厳密に言うとSTリーチの一つだが本項にて説明する。「七」の図柄がテンパイした時か仕事人出陣チャンスからのみ発展する激アツ演出。主水が敵に必殺の一刀を叩き込む。当たれば16R確変大当たり確定となる。また、発展した際に豪剣フラッシュを伴えば16R確変大当たり確定となる。

### プレミアムリーチ
発生した地点で確変大当たりが確定となる。
全回転リーチ
映像出典は『必殺仕置人』第1話「いのちを売ってさらし首」。中村主水の必殺シリーズ初登場回である。市で袖の下を貰う主水の初登場シーンから初仕置シーンまで流れ、「七」図柄が揃う。実機では紹介されていないが、山﨑努扮する念仏の鉄の後ろ姿や、主水に初仕置される大滝秀治扮する闇の御前（浜田屋庄兵衛）も登場している。

### 復活演出
各スーパーリーチがハズレ後、通常画面に戻った後に、真剣フラッシュが作動しハズレ時に対応したSPリーチの実写キャラクターのカットイン（主水SPリーチの際はランダム）が発生すれば大当たり確定となる。この演出の際はサプライズボタンが徐々にせり上がる。ボタンを押せば豪剣スパークor必殺フラッシュが発生する。

### 再抽選演出
ファイナルチャンス（通常時）
図柄揃い後、障子が閉じる演出が発生、その後図柄が全回転する。障子が開いた後に仕事人が登場し、サプライズボタンを押すと図柄に攻撃し、確変図柄になれば昇格となる。ボタンが飛び出せば昇格期待度が大幅にアップする。登場した仕事人によって昇格期待度が異なる。なお、必殺モードと違い、通常時は揃った青図柄の種類による昇格期待度に差はない。
- 昇格期待度：政＜竜＜おりく＜主水（昇格確定）

ファイナルチャンス（必殺モード）
図柄揃い後、前回の確率変動大当たり終了時（突確の場合はおとつ）の頼み人より再度恨みを晴らしてほしいとお願いされた後、全回転する。回転中に仕事人が登場し、サプライズボタンを押すと図柄に攻撃し、確変図柄又は中図柄に出陣RUSHが停止すれば昇格となる。ボタンが飛び出せば昇格期待度が大幅にアップする。必殺モード中は揃った青図柄によって昇格期待度が大きく異なり、数字が小さいほど高くなっていく。また、登場した仕事人の昇格信頼度については上記通常時と同様となる。
大当たりラウンド中昇格
8ラウンド目に必殺フラッシュが発生すれば16R確変昇格となる。
エンディング昇格
8ラウンド通常大当たり終了後、豪剣スパークが作動すれば確率変動となり、そのまま必殺モードに突入する。内部で確変確定かどうかは盤面左下のランプで判別が可能である。

## 登場キャラクター

### 必殺シリーズのキャラクター
一部キャラクターの声は代役が担当している。
- 中村主水（藤田まこと）
- おりく（山田五十鈴）※本機では「三味線のおりく」としてクレジット
- 組紐屋の竜（京本政樹）
- 花屋の政（村上弘明）
- 何でも屋の加代（鮎川いずみ）
- 西順之助（ひかる一平）
- 中村せん（菅井きん）
- 中村りつ（白木万理）
- 筆頭同心 田中（通称、田中様／山内としお）

### パチンコ機オリジナルのキャラクター
霞の一之助、霞の次郎吉、霞の三蔵、霞の豹四郎
第1作からお馴染みの泥棒達。ゼブラ柄の長男「一之助」、赤色の次男「次郎吉」、紫色の三男「三蔵」、豹柄の四男「豹四郎」の四兄弟。
おとつ
ピンク色の装束と「突」の文字が書かれた頭巾を着たくのいち。恨みを晴らすために仕事人を捜しているが、刺客に追われている。
『III』から登場しているキャラクターだが、本作のみデザインが異なり、口元を頭巾で覆っていない。次作『V』以降の作品では『III』と同様のデザインと役割で登場。
おふゆ、おなつ、おあき、おはる
頼み人予告に登場する娘達。おふゆは薄緑色、おなつは青色、おあきは赤色、おはるはピンク色の着物を着ている。
過去作にもそれぞれと同名のキャラクターが登場していたが、いずれもデザインは全く異なっており、関連性は不明。
森本龍馬
極悪人の剣客。今作では彼の手配書が出回っており、お尋ね者という設定になっている。
『III』では極悪人リーチに登場していたが、今作では主にステップアップ予告等で登場する。
悪人二人組
人相の悪い二人組。主にステップアップ予告等で登場し、森本龍馬や泥棒と組んで登場する場合もある。
刺客 / 忍者
紫の装束を身に纏い、白い仮面を被った刺客。赤装束やゼブラ装束の刺客もいる。主に見回りモードやおとつゾーンで登場する。
『III』に登場した三度笠を被った刺客とは別物。
腹黒満太夫
極悪人リーチに登場する悪徳商人。拳銃を所持している。
竜姫
極悪人リーチに登場する隻眼の女剣士。勝気な性格。
高坂弾正
極悪人リーチに登場する二刀流の大名。前作で使用していた衝撃波を飛ばす技は使用せず、回転しながら斬りかかる技を使用。
『III』では素顔を明かさなかったが、今作からは自ら鎧を脱ぎ捨てて素顔を晒している。次作『V』以降の作品にも引き続き素顔で登場。

## 演出中のBGM
本機では、前作「III」に引き続き、様々な場面で「必殺シリーズ」ドラマにて使用されたBGMを多数使っている。一部を除きこれまでのパチンコ機で未使用の曲を中心に使用している。

### 大当たりラウンド中
- 赤図柄での確変大当たり（通常時・時短中）…「荒野の果てに」（唄：ジェロ／『必殺仕掛人』主題歌　※ジェロがカバー）
- 「三」「五」図柄での確変大当たり（必殺モード中）…「さよならさざんか」（唄：藤田絵美子／『必殺仕事人V』主題歌）
- 「仕」図柄での確変大当たり（必殺モード中）…「望郷の旅」（唄：森本太郎とスーパースター／『助け人走る』主題歌）
- 「事」図柄での確変大当たり（必殺モード中）…「惜雪」（唄：みずきあい／『新・必殺からくり人・東海道五十三次殺し旅』主題歌）
- 「人」図柄での確変大当たり（必殺モード中）…「哀しみ色の…」（唄：京本政樹／『必殺仕事人V』挿入歌）
- 「七」図柄でのSUPER必殺大当たり…「夜明けの風」（唄：ジェロ／作曲︰平尾昌晃　作詞：TANUKICHI　※本機専用のオリジナルテーマ曲）
- 青図柄での通常大当たり…「夜空の慕情」（唄：小沢深雪／『必殺必中仕事屋稼業』主題歌）
- 頼み人コンプリートの大当たり…「ついて行きたい」（唄：テン・リー／『必殺仕事人V・風雲竜虎編』挿入歌）

## 基本スペック
- 大当たり確率： 低確率 1/258.0 → 高確率 1/34.0
- 大当り内訳（ヘソ入賞時）
  - 「SUPER必殺大当り（16R確変）」10%
  - 「必殺大当り（8R確変）」 16%
  - 「出陣RUSH（ランクアップボーナス：確変）」 15.5%
    - （16R）0.5%
    - （11R） 1%
    - （9R） 2.5%
    - （7R） 4%
    - （5R） 7.5%

  - 突確 28.5%
  - 「大当り（8R通常：時短20回）」 15%
  - 「大当り（8R通常：時短40回）」 11%
  - 「大当り（8R通常：時短60回）」 4%
- 大当り内訳（電チュー入賞時）
  - 「SUPER必殺大当り（16R確変）」30%
  - 「必殺大当り（8R確変）」 13.5%
  - 「出陣RUSH（ランクアップボーナス：確変）」 20%
    - （16R） 0.5%
    - （11R） 1%
    - （9R） 3.5%
    - （7R） 5%
    - （5R） 10%

  - 突確 6.5%
  - 「大当り（8R通常：時短20回）」 15%
  - 「大当り（8R通常：時短40回）」 11%
  - 「大当り（8R通常：時短60回）」 4%
- 大当たりラウンド：2ラウンドor8ラウンドor16ラウンド・9カウント
- 賞球数：3&10&12&15
- 時短：20回転or40回転or60回転